# Mengwi (plaats)
Mengwi is een plaats in het regentschap Badung van de provincie Bali, Indonesië. Mengwi telt 6764 inwoners (volkstelling 2010). Mengwi werd in 1906 bij Badung gevoegd. Toen Denpasar een aparte stadsgemeente werd werd Mengwi de vervangende hoofdplaats van Badung. In Mengwi bevindt zich een busterminal voor lange-afstandsverplaatsingen per bus.
Bezienswaardig is de tempel Pura Taman Ayun.